# Svein Mønnesland
Svein Karl Mønnesland (Skien, 1943.) je norveški slavist. Predaje na Sveučilištu u Oslu od 1978. godine. Stručnjak je za hrvatski jezik, bošnjački jezik i srpski jezik.

## Djela
- Tsjekkoslovakia 20 år etter Praha-våren. Oslo: Rådet for sovjet- og østeuropastudier, 1988.
- Reform og despoti. Oslo: Rådet for sovjet- og østeuropastudier, 1989.
- Før Jugoslavia, og etter. Oslo: Sypress, 1992.
- Bosnia-Hercegovina. Oslo: Sypress, 1994.
- Kosovo. Oslo: Sypress, 1994.
- Bosnisk, kroatisk, serbisk grammatikk. Oslo: Sypress, 2002.
- Dalmacija očima stranaca, 2011.
- Jugoslavisk kvartett. Oslo: Samlaget, 1968.
- Nattergal og våpengny. Oslo: Samlaget, 1971.
- Vasko Popa: Den flammende ulvinnen. Solum, 1978.
- Munib Delalić: Bare storm og solnedgang tok jeg med fra Hercegovina. Andresen & Butenschøn, 2009.
- A Town in Europe Through 2,400 Years. Stari Grad (Pharos) on Hvar. Oslo: Sypress, 2016. ISBN 978-82-91224-58-9[1]

## Vanjske poveznice
- Dalmacijanews[neaktivna poveznica] D.N.: Norveški akademik objavio knjigu Dalmacija očima stranaca Dalmacija News, 28. ožujka 2011.
- (nor.) Hjemmeside  Arhivirana inačica izvorne stranice od 13. listopada 2011. (Wayback Machine) ved UiO
- (nor.) Frida[neaktivna poveznica] Publikasjoner av Svein Mønnesland
- (nor.) BIBSYS[neaktivna poveznica] Publikasjoner av Svein Mønnesland i
- (nor.) Članak[neaktivna poveznica] u Velikom norveškom leksikonu o hrvatskom jeziku, autora Sveina Mønneslanda